# Alan Browning
Pour les articles homonymes, voir Browning.
Alan Browning (23 mars 1926 à Sunderland en Angleterre -  7 septembre 1979 à Stockport) était un acteur britannique.
Il a été marié, de 1972 à sa mort, à l'actrice britannique Patricia Phoenix.

## Filmographie
- 1963 : Chapeau melon et bottes de cuir, Gregory Zaroff
- 1963-1964 : Le Saint
- 1970 : Jules César de Stuart Burge : Marullus
- 1978 : Le Retour du Saint